# Peter Jones (Filmproduzent)
Peter Jones (* nach 1900 in Kanada) ist/war ein kanadischer Filmproduzent, Drehbuchautor und Toneditor, der 1967 für einen Oscar nominiert war.

## Berufliches
Jones machte erstmals 1947 auf sich aufmerksam, als er für den Kurz-Dokumentarfilm Au parc Lafontaine von Pierre Petel über einen in Montreal gelegenen Park in der Tonabteilung mitwirkte. Daran schlossen sich Arbeiten an sehr vielen Kurzfilmen in unterschiedlichen Positionen an. Weitere Aufmerksamkeit zog er 1963 auf sich mit dem Kurzfilmdrama Cornet at Night, das er für das National Film Board of Canada (NFB) produzierte. Darin wählt ein Bauernjunge zum Missfallen seiner Eltern ausgerechnet einen Trompetenspieler als Erntehelfer aus. Jones und der Regisseur des Films Stanley Jackson wurden für und mit dem Film auf dem American Film Festival mit einem Blue Ribbon Award ausgezeichnet. Helicopter Canada ist ein weiterer Film den Jones, diesmal gemeinsam mit Tom Daly, produzierte. Beide erhielten dafür 1967 eine Oscarnominierung in der Kategorie „Bester Dokumentarfilm“, konnten sich jedoch nicht gegenüber Peter Watkins und dessen Film The War Game durchsetzen. Der Film wurde anlässlich der Hundertjahrfeier Kanadas gedreht und bietet eine Erkundung der weitläufigen und abwechslungsreichen Landschaft des Landes aus der Luft mit beeindruckenden Breitbild-Kinoaufnahmen.
Ein weiterer von Jones produzierter Dokumentar-Kurzfilm trägt den Titel We Call Them Killers, der sich, anders als der Titel vermuten lässt, mit Walen beschäftigt, über die ein Walforscher spricht, während man die Killerwale in einem Riesenaquarium beobachten kann. Jones und der Regisseur des Films Thomas Shandel erhielten für und mit diesem Film beim International Film Festival 1979 eine lobende Erwähnung.
Jones’ letzte gelisteten Arbeiten sind die für die Fernsehserie Nature in den Jahren 1983 bis 2001, für die er bei sieben Episoden als ausführender und koordinierender Produzent tätig war.
Über Peter Jones’ Ausbildung, seinen Werdegang und sein Leben ist so gut wie nichts bekannt.

## Filmografie (Auswahl)
- 1947: Au parc Lafontaine, Kurzfilm (Ton)
- 1949: Abitibi, Kurzfilm (Ton)
- 1950: Gentleman Jekyll and Driver Hyde, Kurzfilm (Ton)
- 1951: Wings for NATO, Kurzfilm (Ton)
- 1952: Western Wheat, Kurzfilm (Toneditor)
- 1953: The Harbour, Kurzfilm (Toneditor)
- 1953–1957: Eye Withness No. 57, 54, 56, 59, 63, 64, 74, 78, 81, 85, 88, 91 + 93 (Kurzfilme; Drehbuch, überwiegend auch Regie)
- 1954: Aviation Fuel Handling, Part 4: Handle with Care: From Compound to Aircraft, Kurzfilm (Produzent)
- 1955: High Tide in Newfoundland, Kurzfilm (Toneditor)
- 1956: Camera on Labour No. 1, 2, 3, 4
- 1957: Wildlife in the Rockies, Kurzfilm (Produzent)
- 1958: Air Maps and How to Use Them, Kurzfilm (Produzent)
- 1958: Ground Handling of Aircraft, Part 1 Play It Safe + 2 Winter Operations (Produzent)
- 1958: Julie, Part 1 Baic Mechanics and Tactics + Part 2 Tactical Procedures (Produzent)
- 1958: Security: Sabotage und Security: Subversion, Kurzfilme (Produzent)
- 1958: Stay Alive in the Summer Arctic … in the Summer Bush … in the Winter Arctic … in the Winter Bush, Kurzfilme (Produzent)
- 1959: Double Heritage, Kurzfilm (Ausführender Produzent)
- 1959: The Golden Age, Kurzfilm (Ausführender Produzent)
- 1960: Repairs to Reinforced Plastic Boats, Kurzfilm (Produzent)
- 1961: Away from It All, Kurzfilm (Drehbuch)
- 1961: What’s Behind the Tag?, Kurzfilm (Produzent)
- 1962: Blitzkrieg (The Raging Inferno of War Blitzkrieg), Kurzfilm (Ausführender Produzent)
- 1962: Willie Catches On, Kurzfilm (Produzent)
- 1963: Cornet at Night, Kurzfilm (Produzent)
- 1963: Painting a Province, Kurzfilm (Produzent)
- 1964: Redevelopment in Windsor: The First Step, Kurzfilm (Produzent)
- 1965: Waterfowl – A Resource in Danger, Kurzfilm (Produzent)
- 1966: Helicopter Canada (Produzent)
- 1966: Ducks, of Course, Kurzfilm (Drehbuch, Produzent)
- 1967: Fisherman’s Fall, Kurzfilm (Produzent)
- 1971: Jablonski (Produzent)
- 1972: We Call Them Killers, Kurzfilm (Produzent)
- 1973: New Channels for Sockeye, Kurzfilm (Produzent)
- 1974: Drylanders Episoden 1 bis 4, Kurzfilme (Produzent)
- 1974: Play to Learn, Kurzfilm (Produzent)
- 1975: Man Who Chooses the Bush, Kurzfilm (Produzent)
- 1976: A Very Important Place, Kurzfilm (Produzent)
- 1977: Sauk-Ai, Kurzfilm (Produzent)
- 1978: Canada Vignettes: Bill Miner, Kurzfilm (Autor, Produzent)
- 1979: Strathyre, Kurzfilm (Produzent)
- 1980: Nova, Fernsehserie, Staffel 7, Episode 7 Mediterranean Prospect (Drehbuch, Produzent)
- 1982: The Pacific Connection: Thies That Bound, Kurzfilm (Drehbuch, Produzent)
- 1983–2001: Nature, 7 Folgen (Ausführender und koordinierender Produzent)

## Auszeichnungen
- 1965: Auszeichnung mit dem Blue Ribbon Award auf dem American Film Festival für und mit Cornet at Night gemeinsam mit Stanley Jackson
- Oscarverleihung 1967: Oscarnominierung für und mit Helicopter Canada gemeinsam mit Tom Daly
- 1979: Lobende Erwähnung auf dem International Wildlife Film Festival für und mit We Call Them Killers gemeinsam mit Thomas Shandel